# Hálfdanar þáttr svarta
Hálfdanar þáttr svarta es una historia corta islandesa (þáttr) que trata sobre la figura del rey noruego Halfdan el Negro. La obra se conserva en los manuscritos Heimskringla y Flateyjarbók.